# 遠藤幹人
遠藤 幹人（えんどう みきと、1995年9月9日 - ）は、埼玉県出身のサッカー選手。ポジションはMF。

## 経歴
帝京平成大学を卒業後、モンゴル・ナショナルプレミアリーグのセレンゲ・プレスに入団。1年目からチームの主力として活躍し、同年6月13日に開催されたスペシャルマッチ、モンゴル代表対モンゴルリーグ外国人選抜の試合では先発出場を果たす。
2020年にはトライアウトを経てMCLのTIFFY ARMY FCに移籍が決定した事が発表された。
2021年8月に古巣のSPファルコンズFCに復帰。

## 所属クラブ
- 尾山台サッカースポーツ少年団
- 彩野蹴球ジュニアユース
- 2011年 - 2013年 花咲徳栄高校
- 2014年 - 2017年 帝京平成大学
- 2018年 - 2019年　 セレンゲ・プレス/SPファルコンズFC
- 2020年  TIFFY ARMY FC
- 2021年 -  SPファルコンズFC

## 個人成績
2020年2月19日現在
| 国内大会個人成績 | 国内大会個人成績 | 国内大会個人成績 | 国内大会個人成績 | 国内大会個人成績 | 国内大会個人成績 | 国内大会個人成績 | 国内大会個人成績 | 国内大会個人成績 | 国内大会個人成績 | 国内大会個人成績 | 国内大会個人成績 |
| 年度             | クラブ           | 背番号           | リーグ           | リーグ戦         | リーグ戦         | リーグ杯         | リーグ杯         | オープン杯       | オープン杯       | 期間通算         | 期間通算         |
| 年度             | クラブ           | 背番号           | リーグ           | 出場             | 得点             | 出場             | 得点             | 出場             | 得点             | 出場             | 得点             |
| モンゴル         | モンゴル         | モンゴル         | モンゴル         | リーグ戦         | リーグ戦         | リーグ杯         | リーグ杯         | オープン杯       | オープン杯       | 期間通算         | 期間通算         |
| ---------------- | ---------------- | ---------------- | ---------------- | ---------------- | ---------------- | ---------------- | ---------------- | ---------------- | ---------------- | ---------------- | ---------------- |
| 2018             | SP FC            | 21               | モンゴル・リーグ | 17               | 2                | 2                | 1                | 0                | 0                | 19               | 3                |
| 2019             | SP FC            | 20               | モンゴル・リーグ | 21               | 2                | 7                | 4                | 0                | 0                | 28               | 6                |
| 総通算           | 総通算           | 総通算           | 総通算           | 38               | 4                | 9                | 5                | 0                | 0                | 47               | 9                |